# Anna Green (Fußballspielerin)
Anna Green (* 20. August 1990 in Stockport, England, Vereinigtes Königreich) ist eine neuseeländische Fußballspielerin. Auf einer ihrer letzten Profistationen spielte sie von 2017 bis 2018 in der FA Women’s Super League für den FC Reading.

## Leben
Green wurde in Stockport, Greater Manchester in England geboren. Ihre Familie siedelte aber bereits 1994 nach Neuseeland über und sie wuchs hier in Palmerston North auf. Neben dem Fußball studierte Green, von 2006 bis 2010 Politikwissenschaften an der Massey University in Albany.

### Vereine
Green startete ihre Karriere im Alter von 8 Jahren beim Hokowhitu Junior FC in Palmerston North, Manawatū-Whanganui und wechselte 1999 zum Stadtrivalen Palmerston North Marist Football Club. Es folgten drei Jahren bei North Marist FC, bevor sie mit 12 Jahren nach Auckland zog und die Epson Girls Grammar School besuchte. Nach ihrem Abschluss 2008 schrieb sie sich an der Massey University ein und spielte bis 2010 in deren Women Soccer Team. Bevor sie sich 2010 den Three Kings United anschloss. Nach eineinhalb Jahren verließ sie die Three Kings und ging nach Australien zu Adelaide United. Green spielte 9 Spiele für Adelaide United in der W-League, bevor sie im Januar 2012 in die deutsche Fußball-Bundesliga zum 1. FC Lokomotive Leipzig wechselte. Ihr Debüt für Leipzig hatte sie am 26. Februar bei einer Auswärtsniederlage gegen den 1. FFC Frankfurt. Nach zwei Jahren und der Auflösung der Frauenfußballabteilung des 1. FC Lokomotive Leipzig, kehrte sie nach Neuseeland zurück und spielte für die Eastern Suburbs. Zur Saison 2012/13 wechselte sie in die W-League zum australischen Fußballclub Sydney FC. Im Januar 2014 kündigte sie den Wechsel zur nächsten Saison zum englischen Notts County L.F.C an. Dort kam sie aber nur zu einem Einsatz. 2016 folgte der Wechsel in die schwedische Damallsvenskan zu Mallbackens IF, wohin auch ihre Mitspielerin aus der Nationalmannschaft Kirsty Yallop wechselte. Nach einem Jahr in Schweden wechselte sie in die FA Women’s Super League zum FC Reading. Hier kam sie in zwei Spielzeiten auf elf Ligaeinsätze. Am 21. September 2018 beendete sie mit 28 Jahren ihre Profikarriere und kehrte nach Neuseeland zurück.

### Nationalmannschaft
Green spielte für die U-20-Auswahl ihres Landes bei den U-20-Weltmeisterschaften 2008, an der die Neuseeländerinnen als delegierter Vertreter des ozeanischen Verbandes teilnahmen, und 2010.
Für die U-20-Fußball-Weltmeisterschaft der Frauen 2010 hatten sich die Neuseeländerinnen im Januar 2010 als Sieger der U-20-Fußball-Ozeanienmeisterschaft der Frauen 2010 in ihrer Heimat Neuseeland qualifiziert. Sie wurde bei den drei Spielen gegen Amerikanisch-Samoa, die Cookinseln und Tonga eingesetzt, die ohne Gegentor gewonnen wurden.
Ihr Debüt für die A-Nationalmannschaft gab sie bereits am 14. November 2006 mit 16 Jahren bei einem Spiel gegen China. 2007 nahm sie an der Fußball-Ozeanienmeisterschaft der Frauen 2007 teil, wo so im letzten Spiel beim 7:0 gegen Papua-Neuguinea zum Einsatz kam und ihr erstes Länderspieltor erzielte. Mit dem Sieg qualifizierten sich die Neuseeländerinnen für die WM 2007, für die sie aber nicht berücksichtigt wurde. Sie war Teil der Auswahl ihres Landes bei den Olympischen Sommerspielen 2008, sowie bei der Fußball-Ozeanienmeisterschaft der Frauen 2010 und der Fußball-Weltmeisterschaft 2011. 2012 war sie mit der neuseeländischen Nationalmannschaft ebenfalls Teilnehmerin bei den Olympischen Sommerspielen in London, wo sie aber nicht zum Einsatz kam. Nachdem sie am 25. September 2013 bei einem Spiel gegen China eingewechselt wurde, musste sie bis zum Algarve-Cup 2016 auf ihren nächsten Einsatz warten. Sie wurde in dieser Zeit nicht für die Fußball-Ozeanienmeisterschaft der Frauen 2014 berücksichtigt, gehörte allerdings zum Kader für die WM 2015, kam dort aber nicht zum Einsatz. Für die Olympischen Spiele 2016 wurde sie dann wieder nominiert. Dort wurde sie aber auch nicht eingesetzt.
Bei der Fußball-Ozeanienmeisterschaft der Frauen 2018 wurde sie in vier Spielen eingesetzt. Als Turniergewinner qualifizierten sich die Neuseeländerinnen für die WM 2019 und die Olympischen Spiele 2020.
Im Frühjahr 2019 folgte ein Einsatz beim Cup of Nations im mit 2:0 gegen Argentinien gewonnenen Spiel.
Am 29. April wurde sie für die WM in Frankreich nominiert. Bei der WM kam sie bei zwei der drei Niederlagen ihrer Mannschaft zum Einsatz, nach denen die Mannschaft als Gruppenletzter ausschied. Auch für die wegen der COVID-19-Pandemie um ein Jahr verschobenen Olympischen Spiele 2020 wurde sie nominiert. Sie kam aber nur im ersten Gruppenspiel gegen Australien zum Einsatz, das mit 1:2 verloren wurde. Nach weiteren Niederlagen gegen Weltmeister USA und Schweden schieden die Neuseeländerinnen auch hier nach der Gruppenphase aus.

## Erfolge
- U-20 Ozeanienmeister 2010
- Ozeanienmeister 2007, 2010 und 2018